# Radio Rock Revolution
Radio Rock Revolution (Originaltitel: The Boat That Rocked) ist eine britische Musikkomödie aus dem Jahr 2009. Erzählt wird die Geschichte eines Piratensenders, der in den 1960er Jahren von einem Schiff in der Nordsee aus Rock ’n’ Roll sendet. Vorlage für die fiktive Handlung war der damalige Piratensender Radio Caroline. Regie führte Richard Curtis, der auch das Drehbuch verfasst hat.

## Handlung
Nachdem er wegen Drogenkonsums der Schule verwiesen wurde, wird der 18-jährige Carl von seiner Mutter auf das Schiff seines Patenonkels Quentin geschickt, um dort beim Arbeiten wieder einen klaren Kopf zu bekommen.
Quentin ist Chef von „Radio Rock“, einem Radiosender, der aus der Nordsee rund um die Uhr Rock ’n’ Roll und Pop sendet – von den Beatles, den Beach Boys, von Cream, den Kinks, den Rolling Stones und vielen anderen Bands, deren Musik auszustrahlen die BBC sich weigert.
Der Regierung ist der (noch legale) Sender ein Dorn im Auge. Premierminister Wilson beauftragt Postminister Dormandy mit der „Beendigung des Unfugs“. Zusammen mit seinem Mitarbeiter Titten (im Original „Twatt“; das englische Wort twat ist sowohl ein vulgärer Ausdruck für das weibliche Geschlechtsorgan, bedeutet aber auch „Trottel“) plant er ein Gesetz, welches das Betreiben von Piratensendern verbietet.
Unterdessen wird der junge Carl mit den Radio-DJs und den Sitten an Bord bekannt gemacht. Die Moderatoren von „Radio Rock“ genießen ein zügelloses Leben mit einer unerschütterlichen Liebe zum Rock und zu Frauen. Immer wieder versucht die Crew, Carl zu verkuppeln und ihm seinen ersten Sex zu ermöglichen. Crazy Kevin erscheint es unsinnig, dass ihn seine Mutter ausgerechnet auf dieses Schiff schickt, um ihn von Drogen fernzuhalten. Er vermutet, dass Carl hier vielmehr endlich seinen Vater kennenlernen soll. Er tippt dabei auf Quentin, was sich aber als Irrtum herausstellt. Als Carls Mutter auf Besuch vorbeikommt, wird klar, dass der verschrobene Sonderling Bob, ein DJ, der nur noch nachts auf Sendung ist, wenn alle anderen schlafen, sein Vater ist.
Als der Druck auf den Sender von Seiten der Regierung spürbar wird, kündigt die Rundfunklegende Gavin Canavagh seine Rückkehr zum Sender an. Count (engl. für „Graf“), ein US-Amerikaner, der als Nachfolger für Gavin auf das Boot gekommen ist und seitdem einen Sonderstatus genießt, ist von Gavins Rückkehr jedoch wenig erfreut. Zwischen Gavin und einigen Mitgliedern der Crew kommt es schnell zu Spannungen, die sich verschärfen, als eine von Gavins Bewunderinnen den ahnungslosen Simon auf dem Schiff heiratet, um Gavin nahe sein zu können. Elenore erklärt Simon am Morgen nach der Hochzeitsnacht, dass sie jetzt zu Gavin ziehe. Die Crew ist entsetzt und obwohl Gavin erklärt, dass er nicht verantwortlich sei für Elenores Manöver, kommt es zu einem Mutduell zwischen Gavin und dem Count in den Sendemasten des Schiffes. Keiner gibt nach und so landen sie schließlich mit leichten Verletzungen im Wasser.
Zu Neujahr 1967 verabschiedet die britische Regierung ein „Schifffahrt-Schutzgesetz“, mit dem das Ende für Radio Rock besiegelt werden soll. Doch die Crew schlägt vor, das Schiff, das nur knapp außerhalb der Dreimeilenzone vor Anker liegt, weiter hinaus in See stechen zu lassen, um unbehelligt weitersenden zu können. Im Laufe der folgenden Nacht kommt es dann im veralteten Maschinenraum zu Explosionen, wodurch Lecks im Rumpf entstehen, so dass das Schiff im Morgengrauen sinkt. Die zu ertrinken drohende Crew wird jedoch von Fans gerettet, die im Radio von dem Vorfall gehört und sich mit zahlreichen Booten zur Unglücksstelle aufgemacht haben. Dormandy hat zuvor Hilfsleistungen durch die Behörden abgelehnt.

## Hintergrund
Der Film ist nach Tatsächlich… Liebe aus dem Jahr 2003 die zweite Regiearbeit des preisgekrönten Drehbuchautors Richard Curtis; er wurde zwischen März und Juni 2008 gedreht. Als „Rock Boat“ diente das ehemalige niederländische Hospiz-Schiff „Timor Challenger“. Gefilmt wurde im Portland Harbour in Dorset, auf der Isle of Portland und in den „Shepperton Studios“.

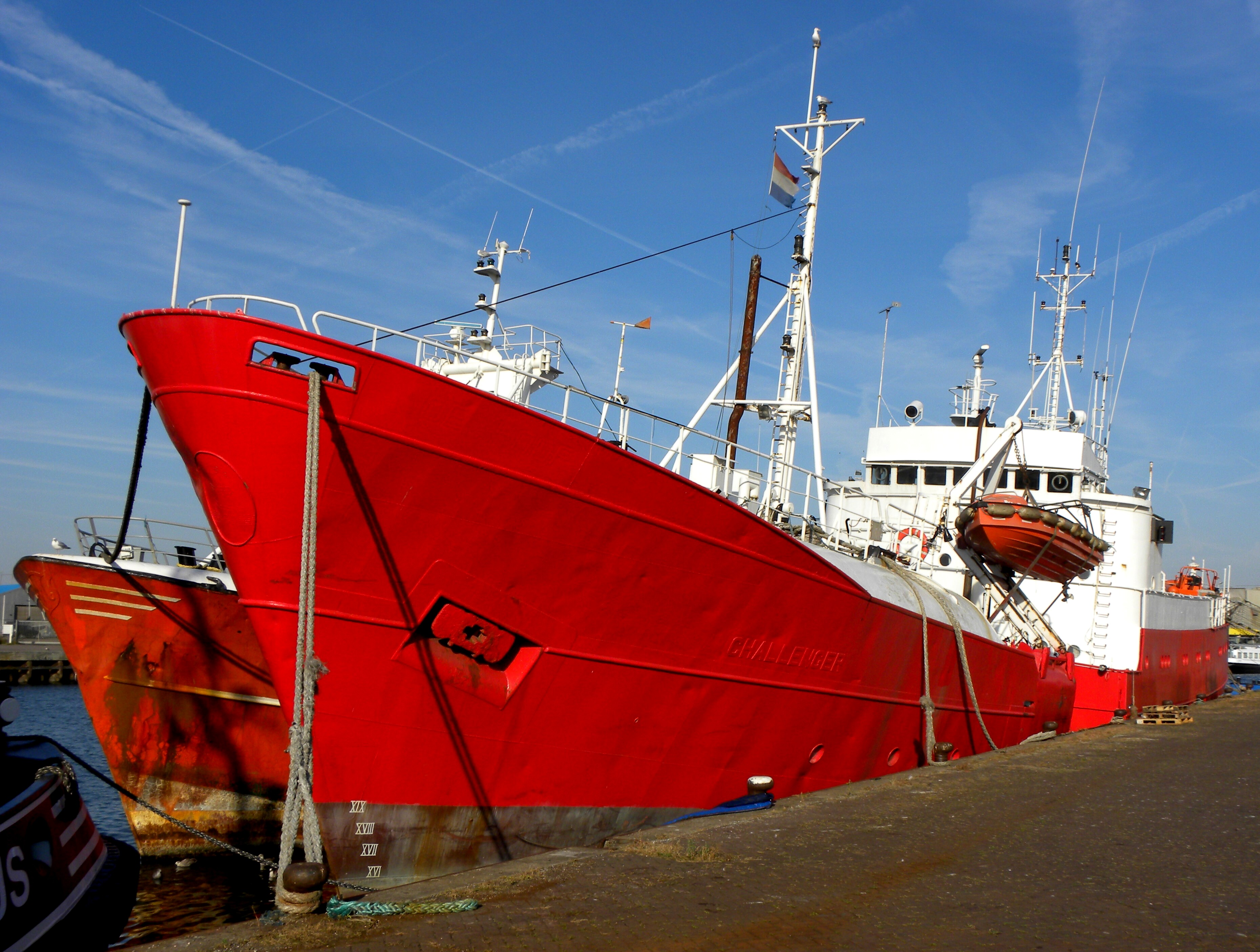
Timor Challenger (2009)

Der Soundtrack enthält zahlreiche Beat- und Rock-Titel aus den 1960er Jahren, beispielsweise von den Kinks, den Rolling Stones, den Troggs, The Moody Blues oder Jimi Hendrix, enthält aber auch Songs, die erst 1970 veröffentlicht wurden, z. B. von Cat Stevens.
Die Szene, in der eine große Anzahl an nackten Groupies in einem Raum des Schiffes eng beisammensitzt, ähnelt stark dem Plattencover des Albums Electric Ladyland von Jimi Hendrix aus dem Jahre 1968.
Während des Abspanns laufen zahlreiche Album-Cover der Rock- und Popgeschichte durch das Bild, zum Beispiel Sgt. Pepper’s Lonely Hearts Club Band von The Beatles von 1967, Blood on the Tracks von Bob Dylan von 1975, Goodbye Yellow Brick Road von Elton John von 1973, Get a Grip von Aerosmith von 1993 und Nevermind von Nirvana von 1991. Dazu erklingt der Song Let’s Dance von David Bowie von 1983.
Die Deutsche Film- und Medienbewertung (FBW) in Wiesbaden verlieh dem Film das Prädikat „besonders wertvoll“.